# 林彦峰
林 彦峰（リン・イェンフォン、1985年5月22日 - ）は、台湾（中華民国）の台北市出身の元プロ野球選手（投手）。右投右打。NPBでは育成選手であった。

## 経歴

### プロ入り前
台北市の私立華興中学卒業後、合作金庫、国立体育学院でプレーした。

### プロ入りとフィリーズ傘下時代
2006年にアマチュアFAでフィラデルフィア・フィリーズと契約。
2008年まで傘下のマイナーリーグ（ルーキーリーグ及びA級）でプレー。

### 成棒隊時代
2009年には台北市成棒隊に所属し、IBAFワールドカップのチャイニーズタイペイ代表選手に選ばれている。

### 日本球界時代
2010年、千葉ロッテマリーンズに育成選手として入団。
2011年11月7日発表の育成選手契約保留者には名前を連ねていたが、11月18日に自由契約公示。日本球界では2年間で二軍戦に3試合出場した。

### CPBL時代
2011年の中華職業棒球大聯盟のドラフト会議にて、興農ブルズ（後の義大ライノズ）から2位指名を受け、2012年1月15日に契約した。
2012年9月21日に、第3回WBC予選のチャイニーズタイペイ代表が発表され代表入りしている。11月には、第3回WBC予選前にキューバ代表との国際親善試合であるサンダーシリーズのチャイニーズタイペイ代表に選出されている。
以後は年々成績が悪くなり、2015年12月4日に陽建福、羅政龍、蔡欣宏、曾冠儒、楊智喬、蘇建榮、李家駒とともに戦力外通告を受けた。
12月31日に、Lamigoモンキーズと契約した。背番号は「87」。
2016年はシーズンを通じて一軍戦に出場することなく、シーズン終了後に戦力外通告を受け現役を引退した。

## 詳細情報

### 年度別投手成績
| 年 度     | 球 団     | 登 板 | 先 発 | 完 投 | 完 封 | 無 四 球 | 勝 利 | 敗 戦 | セ 丨 ブ | ホ 丨 ル ド | 勝 率 | 打 者 | 投 球 回 | 被 安 打 | 被 本 塁 打 | 与 四 球 | 敬 遠 | 与 死 球 | 奪 三 振 | 暴 投 | ボ 丨 ク | 失 点 | 自 責 点 | 防 御 率 | W H I P |
| --------- | --------- | ----- | ----- | ----- | ----- | -------- | ----- | ----- | -------- | ----------- | ----- | ----- | -------- | -------- | ----------- | -------- | ----- | -------- | -------- | ----- | -------- | ----- | -------- | -------- | ------- |
| 2012      | 興農 義大 | 45    | 3     | 0     | 0     | 0        | 2     | 5     | 14       | 0           | .286  | 279   | 58.2     | 84       | 3           | 25       | 3     | 1        | 31       | 5     | 0        | 43    | 42       | 6.44     | 1.86    |
| 2013      | 興農 義大 | 15    | 0     | 0     | 0     | 0        | 0     | 0     | 0        | 0           | ----  | 95    | 20.1     | 31       | 0           | 5        | 0     | 0        | 8        | 2     | 0        | 14    | 13       | 5.75     | 1.77    |
| 2014      | 興農 義大 | 33    | 0     | 0     | 0     | 0        | 2     | 2     | 0        | 5           | .500  | 137   | 32.0     | 39       | 2           | 8        | 0     | 0        | 10       | 1     | 0        | 21    | 18       | 5.06     | 1.47    |
| 2015      | 興農 義大 | 13    | 0     | 0     | 0     | 0        | 1     | 0     | 0        | 1           | 1.000 | 47    | 11.1     | 13       | 2           | 2        | 0     | 1        | 2        | 0     | 0        | 9     | 8        | 6.35     | 1.32    |
| 通算：4年 | 通算：4年 | 106   | 3     | 0     | 0     | 0        | 5     | 7     | 14       | 6           | .417  | 558   | 121.0    | 167      | 7           | 37       | 3     | 2        | 51       | 8     | 0        | 87    | 81       | 5.96     | 1.67    |

- 興農（興農ブルズ）は、2013年に義大（義大ライノズ）に球団名を変更

### 背番号
- 122 （2010年 - 2011年）
- 16 （2012年 - 2015年）
- 87 （2016年）

### 代表歴
- 2013 ワールド・ベースボール・クラシック・チャイニーズタイペイ代表